# Minuskel 82
Minuskel 82 (in der Nummerierung nach Gregory-Aland), O 1 (von Soden) ist eine griechische Minuskelhandschrift des Neuen Testaments auf 246 Pergamentblättern (20,6 × 16 cm). Mittels Paläographie wurde das Manuskript auf das 10. Jahrhundert datiert. Die Handschrift ist vollständig. 

## Beschreibung
Die Handschrift enthält den Text des Neuen Testaments außer den Evangelien. Er wurde einspaltig mit je 28 Zeilen geschrieben. Die Handschrift enthält Prolegomena, Listen der κεφαλαια, κεφαλαια, τιτλοι, Unterschriften,  στιχοι, scholia und anderes.
Sie enthält Abhandlung von Pseudo-Dorotheus über 12 Apostel und 72 Jünger (wie in Minuskel 93).
Die Reihenfolge der Bücher ist Apostelgeschichte, Katholische Briefe, Paulusbriefe und Offenbarung des Johannes. Der Hebräerbrief ist als letztes Buch von Paulus aufgeführt.

## Text
Der griechische Text des Kodex repräsentiert den byzantinischen Texttyp. Kurt Aland ordnete ihn in Kategorie V ein.

## Geschichte
Die Handschrift wurde durch Johann Jakob Wettstein und Johann Martin Augustin Scholz untersucht.
Der Kodex befindet sich zurzeit in der Bibliothèque nationale de France (Gr. 237) in Paris.